# محيصنة
محيصنة هو حي يقع في إمارة دبي في الإمارات العربية المتحدة ويبلغ عدد سكانه 90,870 نسمة. تقع المحيصنة على الحدود بين دبي والشارقة في الشمال الشرقي من دبي، وتتصل بدبي والشارقة عن طريق شارع الشيخ محمد بن زايد E311، تنقسم المحيصنة إلى أربعة أقسام، المحيصنة 1 التي تعد منطقة سكنية، والمحيصنة 2 التي تضم مساكن مستقلة عن المناطق الأخرى، والمحيصنة 3 التي تتميز بالفلل الموجودة فيها، والمحيصنة 4 وتعتبر القسم الأحدث من المحيصنة وتقع بين شارعي عمان وحلب، وهي عبارة عن منطقة سكنية تجارية تضم العديد من الشقق السكنية والفندقية والعقارات التجارية. تعد محطة مترو الراشدية أقرب محطة مترو إلى المنطقة.

## المناخ
| البيانات المناخية لـمحيصنة                                            | البيانات المناخية لـمحيصنة | البيانات المناخية لـمحيصنة | البيانات المناخية لـمحيصنة | البيانات المناخية لـمحيصنة | البيانات المناخية لـمحيصنة | البيانات المناخية لـمحيصنة | البيانات المناخية لـمحيصنة | البيانات المناخية لـمحيصنة | البيانات المناخية لـمحيصنة | البيانات المناخية لـمحيصنة | البيانات المناخية لـمحيصنة | البيانات المناخية لـمحيصنة | البيانات المناخية لـمحيصنة |
| الشهر                                                                 | يناير                      | فبراير                     | مارس                       | أبريل                      | مايو                       | يونيو                      | يوليو                      | أغسطس                      | سبتمبر                     | أكتوبر                     | نوفمبر                     | ديسمبر                     | المعدل السنوي              |
| --------------------------------------------------------------------- | -------------------------- | -------------------------- | -------------------------- | -------------------------- | -------------------------- | -------------------------- | -------------------------- | -------------------------- | -------------------------- | -------------------------- | -------------------------- | -------------------------- | -------------------------- |
| الدرجة القصوى °م (°ف)                                                 | 26.8 (80.2)                | 30.6 (87.1)                | 34.2 (93.6)                | 36.7 (98.1)                | 38.8 (101.8)               | 40.6 (105.1)               | 43.7 (110.7)               | 46 (115)                   | 41 (106)                   | 37.6 (99.7)                | 33 (91)                    | 28 (82)                    | 46 (115)                   |
| متوسط درجة الحرارة الكبرى °م (°ف)                                     | 18.2 (64.8)                | 21.3 (70.3)                | 25.8 (78.4)                | 28 (82)                    | 34.2 (93.6)                | 36.4 (97.5)                | 38.5 (101.3)               | 39.7 (103.5)               | 35.8 (96.4)                | 32 (90)                    | 26.2 (79.2)                | 21 (70)                    | 32.7 (90.9)                |
| المتوسط اليومي °م (°ف)                                                | 14.5 (58.1)                | 16.5 (61.7)                | 19.6 (67.3)                | 21.8 (71.2)                | 26.3 (79.3)                | 28.3 (82.9)                | 31.2 (88.2)                | 33 (91)                    | 30.4 (86.7)                | 26.8 (80.2)                | 21.3 (70.3)                | 17 (63)                    | 23.9 (75.0)                |
| متوسط درجة الحرارة الصغرى °م (°ف)                                     | 10.8 (51.4)                | 11.7 (53.1)                | 13.5 (56.3)                | 15.6 (60.1)                | 18.4 (65.1)                | 20.3 (68.5)                | 24 (75)                    | 26 (79)                    | 25 (77)                    | 21.6 (70.9)                | 16.4 (61.5)                | 13 (55)                    | 21.6 (70.9)                |
| أدنى درجة حرارة °م (°ف)                                               | −2 (28)                    | 2 (36)                     | 6 (43)                     | 8.3 (46.9)                 | 12.7 (54.9)                | 15 (59)                    | 16.5 (61.7)                | 17 (63)                    | 15 (59)                    | 12.8 (55.0)                | 6 (43)                     | 1 (34)                     | −2 (28)                    |
| الهطول مم (إنش)                                                       | 35 (1.4)                   | 42 (1.7)                   | 45 (1.8)                   | 20 (0.8)                   | 4 (0.2)                    | 1 (0.0)                    | 3 (0.1)                    | 1 (0.0)                    | 3 (0.1)                    | 6 (0.2)                    | 25 (1.0)                   | 15 (0.6)                   | 200 (7.9)                  |
| متوسط أيام هطول الأمطار                                               | 9                          | 7                          | 13                         | 6                          | 2                          | 0.7                        | 1.6                        | 1                          | 1.5                        | 3                          | 5                          | 5                          | 54.8                       |
| متوسط الرطوبة النسبية (%)                                             | 65                         | 65                         | 63                         | 55                         | 53                         | 58                         | 56                         | 57                         | 60                         | 60                         | 61                         | 64                         | 60                         |
| ساعات سطوع الشمس الشهرية                                              | 254.2                      | 229.6                      | 254.2                      | 294.0                      | 344.1                      | 342.0                      | 322.4                      | 316.2                      | 309.0                      | 303.8                      | 285.0                      | 254.2                      | 3٬508٫7                    |
| نسبة وصول أشعة الشمس                                                  | 70                         | 68                         | 58                         | 70                         | 85                         | 81                         | 74                         | 78                         | 86                         | 80                         | 78                         | 70                         | 75                         |
| المصدر #1: Dubai Meteorological Office                                |                            |                            |                            |                            |                            |                            |                            |                            |                            |                            |                            |                            |                            |
| المصدر #2: climatebase.ru (extremes, sun), NOAA (humidity, 1974–1991) |                            |                            |                            |                            |                            |                            |                            |                            |                            |                            |                            |                            |                            |